# Місячна діва
«Місячна діва» (англ. The Moon Maiden) — науково-фантастичний роман  Гарретта П. Сервісса. Вперше був виданий у формі книги в 1978 році Вільямом Л. Кроуфордом тиражем 500 примірників. Вперше роман було опубліковано в 1915 році на сторінках журналу «Argosy».

## Сюжет
У романі розповідається про любовну казку та місячних істот, які керували землею протягом тисячоліть.